# 師正王
師正王（もろまさおう、1917年〈大正6年〉11月3日 - 1923年〈大正12年〉9月1日） は、日本の皇族。東久邇宮稔彦王の第2王子。母は、明治天皇第9皇女・聰子内親王。兄に陸軍少佐盛厚王、弟に粟田彰常侯爵、多羅間俊彦がいる。

## 生涯

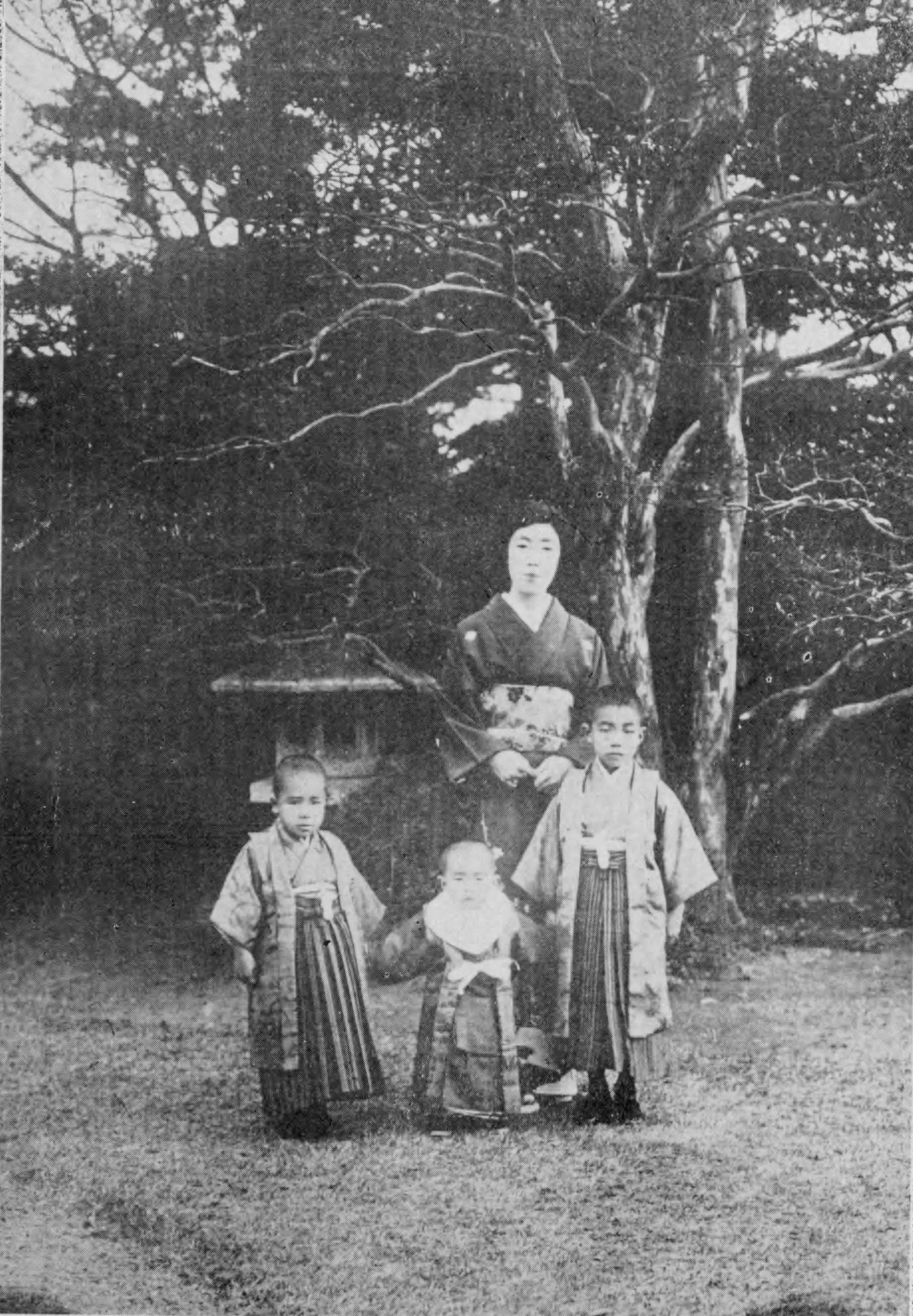
左から師正王、彰常王、盛厚王、後ろは母宮聰子内親王（1922年頃撮影）

1917年（大正6年）11月3日午前2時50分、東久邇宮稔彦王と同妃聰子内親王の第2王男子として誕生。御七夜の11月10日に「師正（もろまさ）」と命名される。
1923年（大正12年）9月1日、関東大震災で被災し薨去。避暑滞在中の神奈川県高座郡藤沢町大字鵠沼の吉村鉄之助別荘に滞在しており、まだ満5歳だった。
遺骸は、鵠沼在住の退役海軍大佐・松岡静雄の手配により、駆逐艦夕凪にて8日午後3時に芝浦に到着した。鵠沼海岸には、師正王の関東大震災遭難記念碑がある。同震災では、山階宮武彦王妃の佐紀子女王が鎌倉別邸で、閑院宮家の寛子女王が小田原別邸でそれぞれ被災し、計3名の皇族が命を落としている。後年、昭和天皇は、皇族の薨去があったことを理由に9月1日を「慎みの日」としていた。
同年9月13日、東久邇宮邸における告別の儀を経て、豊島岡墓地にて埋柩の儀が執り行われた。